# Krain (gebied)
Krain (Sloveens: Kranjska, Duits: Krain, Latijn: Carniola) is een traditionele en historische regio van Slovenië.  De regio kan worden onderverdeeld in Gorenjska (Duits: Oberkrain), Dolenjska (Duits: Unterkrain) met Bela Krajina (Duits:Weißkrain) en Notranjska (Duits:Innerkrain).

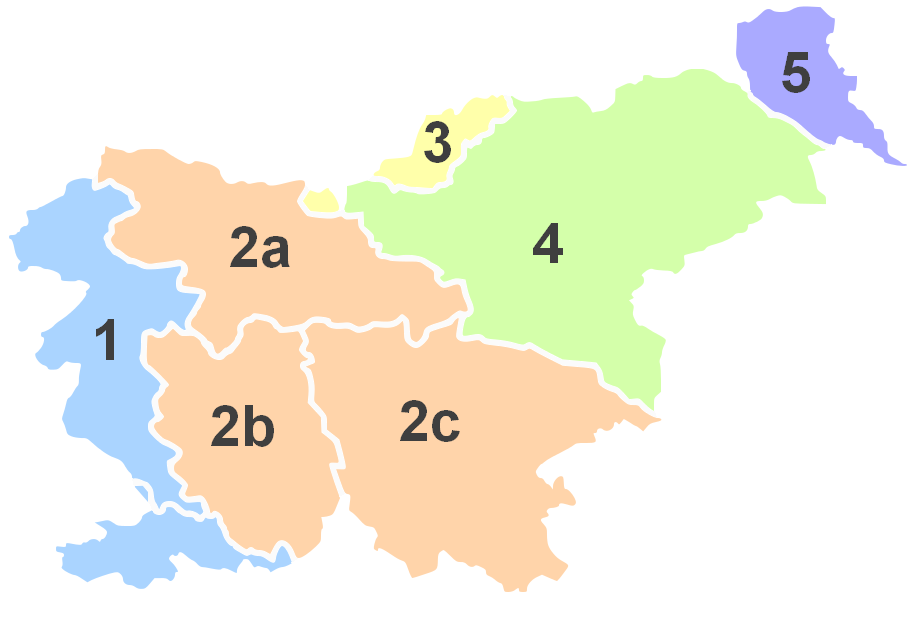
Het Hertogdom Krain (nummer 2) binnen de grenzen van Slovenië

## Geschiedenis
Na de val van het Romeinse Rijk werd Krain bevolkt door Lombarden, gevolgd door de Slaven rond de 6e eeuw. In de 7e en 8e eeuw werd Krain een deel van het Sloveense land Carantana (= Karinthië). In de 8e eeuw kwam het aan Beieren en onder Karel de Grote werd het gevoegd bij een graafschap van het nieuw gevormde markgraafschap Friuli. In 820 is er dan sprake van de naam Carniola en in 973 van Craina marcha (krajina = grens). De hoofdzetel was Kranj (Duits: Krainburg). In 952 kwam het samen met Friul aan Beieren en kort daarna aan het hertogdom Karinthië. Vanaf 1077/93 was het een leen van het patriarchaat Aquileja, maar de macht van de patriarch beperkte zich tot Neder-Krain. In de 12e eeuw werd Ljubljana (Duits: Laibach) de hoofdstad.
De eigenlijke machthebbers in Krain waren achtereenvolgens de graven van Weimar-Orlamünde, Sponheim en Bogen en van 1173/80 tot 1209/28 de graven van Andechs. Op de graven van Andechs volgden de Babenbergers, de Karinthische tak van het huis Sponheim (tot 1264) en de koningen van Bohemen (1269-1276). Van 1282 tot 1335 heersten de graven van Görz en na hun uitsterven in 1335 de hertogen van Oostenrijk. Na 1248 was het hertogdom steeds in personele verbonden met het hertogdom Karinthië en de Windische Mark.
Binnen het gebied lagen enclaves van de prinsbisdommen Brixen en Freising. Bij de deling binnen het huis Habsburg van 1379 kwam Krain aan de tak van Leopold. In 1394 werd Krain tot hertogdom verheven.
Keizer Maximiliaan I verbond Krain met Karinthië, Stiermarken, Istrië, Görz en Triëst tot het complex Binnen-Oostenrijk. In 1803 werden de gebieden van de prinsbisdommen Brixen en Freising ingelijfd.
Van 1809 tot 1814 behoorde Krain tot Frankrijk en maakte het deel uit van de Illyrische Provincies. Vervolgens werd het binnen de Oostenrijkse monarchie een deel van het koninkrijk Illyrië. In 1849 kreeg het de status van kroonland.
Na de Oostenrijkse nederlaag in 1918 werd er op 31 oktober 1918 te Ljubljana een voorlopige Sloveense regering gevormd. Door de vrede van Saint-Germain van 10 september 1919 het grootste deel van Krain aan Joegoslavië. Het westelijk deel kwam echter aan Italië. Na de Tweede Wereldoorlog werd in 1947 het Italiaanse deel herenigd met Slovenië.
Mede vanwege de oprukkende Italianen sloot het gebied zich snel aan bij het Koninkrijk van Serven, Kroaten en Slovenen, dat in 1929 werd omgedoopt in het Koninkrijk Joegoslavië. Na het uiteenvallen van Joegoslavië werd Krain onderdeel van Slovenië.
Primorska (Küstenland) · Kranjska (Krain) · Koroška (Karinthië) · Štajerska (Stiermarken) · Prekmurje (Übermurgebiet)